# Hardin County (Ohio)
 For alternative betydninger, se Hardin County. (Se også artikler, som begynder med Hardin County)
Hardin County er et county i den amerikanske delstat Ohio. I 2000 havde amtet 31.945. Amtets administrations centrum var Kenton. Amtet er opkaldt efter John Hardin, en officer i den amerikanskehær under den amerikanske revolution.

## Geografi
Ifølge den U.S. Census Bureau har amtet et samlet areal på 1219,9 km, hvoraf 0,05% er vand.

### Nabo amter
- Hancock County (nord)
- Wyandot County (nordøst)
- Marion County (øst)
- Union County (sydøst)
- Logan County (syd)
- Auglaize County, Ohio (sydvest)
- Allen County (nordvest)